# هربرت ريتبيرجير
هربرت ريتبيرجير (بالألمانية: Herbert Rittberger)‏ هو متسابق دراجات نارية ألماني. نافس في سباقات بطولة العالم لفئة 50 سي سي. بدأ المنافسة في بطولة الجائزة الكبرى سنة 1973. أفضل موسم له كان موسم سنة 1974 عندما جاء في المركز الثاني في بطولة العالم لفئة 50 سي سي خلف هينك فان كيسيل.